# Lazăr Comănescu
Lazăr Comănescu (n. 4 iunie 1949, Horezu, România) este un diplomat român, care a îndeplinit funcția de ministru de externe al României între 17 noiembrie 2015–4 ianuarie 2017 în guvernul Dacian Cioloș și între 15 aprilie și 22 decembrie 2008 în guvernul Tăriceanu.
Ocupă funcția de secretar general al Organizației de Cooperare Economică la Marea Neagră din 1 iulie 2021. Din această calitate, la 20 iunie 2025, a avut o întâlnire cu ministrul rus de externe Serghei Lavrov în cadrul celui de al 28-lea Forum Economic Internațional de la Sankt Petersburg.

## Biografie
Lazăr Comănescu s-a născut la data de 4 iunie 1949, în orașul Horezu (Ursani) (județul Vâlcea). A absolvit cursurile Facultății de Comerț Exterior din cadrul Academiei de Studii Economice din București (1972) și "Cursul de civilizație și limba franceză contemporană" de la Paris - Sorbonne (1973). A obținut în anul 1982 titlul de Doctor în relații economice internaționale la ASE București.
După absolvirea facultății, a fost angajat ca diplomat la Departamentul Organizații Economice Internaționale din Ministerul Afacerilor Externe (1972-1982). Odată cu obținerea doctoratului, va lucra ca lector universitar la Catedra de relații economice internaționale din cadrul Academiei de Studii Economice din București (1982-1990). După Revoluția din decembrie 1989, Lazăr Comănescu revine în cadrul Ministerului Afacerilor Externe îndeplinind funcțiile de consilier și din 1993 ministru-consilier la Misiunea României pe lângă Uniunea Europeană - Bruxelles (1990-1994), director al Direcției Uniunea Europeană (1994-1995), Director general, consilier al ministrului afacerilor externe, director de cabinet (1995).
În anul 1995, Lazăr Comănescu este numit în funcția de Secretar de Stat în Ministerul Afacerilor Externe (1995-1998), în aceeași perioadă fiind și profesor asociat la Academia de Studii Economice. Începând din anul 1998 urmează apoi o perioadă de 10 ani de reprezentare diplomatică a României la Uniunea Europeană (cu reședința la Bruxelles) în calitate de Ambasador Extraordinar și Plenipotențiar, șeful Misiunii României pe lângă NATO și UE (1998-2001), Ambasador Extraordinar și Plenipotențiar, șeful Misiunii României pe lângă Uniunea Europeană (2001-2007) și Ambasador Extraordinar și Plenipotențiar, Reprezentant Permanent al României pe lângă Uniunea Europeană (2007-2008). Din 2009 până în 2015 a fost ambasador al României în Germania.
Lazăr Comănescu a obținut în anul 1998 gradul diplomatic de ambasador. Este membru al Consiliului Consultativ Științific al Institutului European din România, membru al Consiliului Științific al Institutului Român de Studii Internaționale și membru fondator al Forumului Europei Centrale de la Varșovia. În anul 2000 a fost decorat cu Ordinul Național "Serviciul credincios"  în grad de mare ofițer.

## Ministru al afacerilor externe
La data de 14 aprilie 2008, Lazăr Comănescu a fost numit prin decret în funcția de ministru a afacerilor externe, fiind învestit în funcție a doua zi. Premierul Călin Popescu-Tăriceanu a avansat această propunere, fără a se consulta cu conducerea PNL și a o supune votului, iar președintele Traian Băsescu a semnat rapid decretul de numire . 
Cu prilejul învestirii în funcție a lui Lazăr Comănescu, președintele Traian Băsescu a declarat următoarele: Desemnarea dumneavoastră este rezultatul unui consens, rapid obținut, la nivelul instituțiilor care au atribuțiuni în a decide. Vreau să știți de la mine aici și public ceea ce este de altfel arhicunoscut, dar mi se pare necesar a fi repetat. Prioritățile de politică externă ale României sunt neschimbate din 2005 până acum, iar în partea de mandat pe care o aveți de îndeplinit în următoarele 10-12 luni avem de valorificat, în favoarea securității României, concluziile summit-ului NATO de la București . 
Lazăr Comănescu vorbește fluent limbile engleză și franceză și bine limbile germană și spaniolă. El este căsătorit cu Mihaela Comănescu și are o fiică, Alina Comănescu.

## Lucrări publicate
Lazăr Comănescu este autor și coautor de cursuri și manuale universitare, dintre care menționăm următoarele: 
- Economia Mondială (1985, 1990, 1995)
- Tehnicile tranzacțiilor economice internaționale (1989)
- Dicționar de relații economice internaționale (1993)

De asemenea, a publicate mai multe articole de specialitate în următoarele reviste: Tribuna Economică, Revista Română de Studii Internaționale, Revista Română de Drept Comunitar, European Voice (Brussels), Bruxelles Capitale Diplomatique (Bruxelles), NATO Economic Colloquium (1995-1999-2001), Revista Europei Centrale și Orientale (1999), NATO Nations and Partners For Peace (1999), Romanian Journal of European Affairs (2002), Raportul IDEA - Stockholm (1997) și Nine O'Clock. 